# Red Dead Redemption: Undead Nightmare
Red Dead Redemption: Undead Nightmare este o expansiune de sine stătătoare a jocului video de acțiune-aventură cu tematică Western de groază din 2010 Red Dead Redemption. A adăugat o poveste nouă cu o tematică zombi pentru modul singleplayer al jocului, două moduri noi de joc pentru multiplayer, și câteva schimbări estetice open-world-ului și personajelor din jocul original. 
Povestea jocului se petrece într-un univers alternativ care, deși respectă evenimentele jocului original, introduce niște aspecte noi, care contrazic ce se întâmplă în continuare în Red Dead Redemption, astfel că jocul este considerat a nu se petrece în același univers ca și acesta. Undead Nightmare începe în timpul evenimentelor din Red Dead Redemption, la scurt timp după ce protagonistul jocului, fostul nelegiuit John Marston, și-a terminat misiunea pentru Biroul de Investigații de-ași găsi și aduce în fața justiției toți membrii rămași din fosta lui bandă și s-a întors la familia sa, numai ca aceștia să fie infectați de un virus misterios care îi transformă în zombi. Astfel, John trebuie să plece în căutarea unui antidot pentru acest virus care a infectat mare parte din populație, pe drum protejând diverse orașe cu supraviețuitori de valuri de zombi și reîntâlnindu-se cu diferiții aliați ce și-a făcut în jocul original și nu au fost infectați, pe care îi ajută cu probleme și favoruri în cadrul acestei apocalipse zombi.
Editorii jocului, Rockstar Games, au vrut de multă vreme să creeze un joc cu zombi și în cele din urmă s-au gândit că Red Dead Redemption și cadrul său rural creează perfect impresia unui film horror. Rockstar a vrut ca acest conținut adițional să funcționeze în afara poveștii jocului de bază, dar să păstreze personajele și atmosfera acestuia. Undead Nightmare a fost lansat drept conținut descărcabil (DLC) pentru Red Dead Redemption pentru PlayStation 3 și Xbox 360 pe 25 octombrie 2010, iar mai târziu ca un joc de sine stătător împreună cu restul DLC-urilor în noiembrie 2010.
Undead Nightmare a avut parte de recenzii foarte pozitive, asemănător cu jocul original, și a vândut deja două milioane de copii până în 2011. A fost lăudat ca exemplul perfect de conținut descărcabil și unul dintre cele mai bune ale anului, câștigând premiul la această categorie la Spike Video Game Awards din 2010 și pe site-ul Shacknews. Criticii i-au lăudat producția și modul în care s-a ocupat de tematica zombi, și i-au observat natura pozitivă în comparație cu cea a jocului de bază, deși unii s-au chinuit cu controalele personajului principal și au găsit combat-ul foarte repetitiv. Cu toate acestea, jocul este considerat și în prezent unul dintre cele mai bune DLC-uri create vreodată. Asemănător cu jocul de bază, Undead Nightmare a devenit compatibil anterior pentru Xbox One, astfel încât orice copie a jocului pentru Xbox 360 să poată fi jucată și pe Xbox One.

## Gameplay
Undead Nightmare este o versiune modificată a lui Red Dead Redemption, astfel că gameplay-ul este foarte identic cu cel al acestuia. Jocul este un Western de acțiune-aventură plasat într-un open world și îl are drept protagonist pe John Marston, un fost nelegiuit care a fost obligat să lucreze pentru Biroul de Investigați și să-și găsească și aducă în fața justiției pe toți membrii rămași ai fostei sale bande, în schimbul eliberării familiei sale. Undead Nightmare se petrece într-un univers alternativ în care, după ce John îndeplinește această sarcină și se întoarce la ferma și la familia sa, populația începe să fie infectată de un virus care îi transformă în zombi, inclusiv familia lui John, astfel încât acesta trebuie să plece în căutarea unui antidot; din cauza acestui virus, nu doar oamenii, ci întregul open-world capătă o temă mai întunecată și înfricoșătoare, creând astfel impresia unui adevărat film horror. În cadrul acestei apocalipse zombi, cei morți prind viață și devin zombi mâncători de carne, astfel încât cei neinfectați fie încearcă să se ascundă și să supraviețuiască, fie devin ostili jucătorului și încearcă să-l omoare și să-i fure resursele, pentru a-și asigura propria supraviețuire. Povestea jocului durează în jur de șase ore, mult mai puțin decât cea a jocului de bază, și include noi cutscene-uri, voice acting și muzică. Jocul este accesat separat din meniul principal al lui Red Dead Redemption și folosește propriile file pentru a salva progresul. Nu folosește același progres ca și jocul de bază, nici nu are nevoie de acesta în niciun fel pentru a fi jucat.
Ca și în Red Dead Redemption, jucătorul se poate abate de la povestea principală și poate misiuni secundare în schimb; acestea pot fi diferite favoruri pentru străini, provocări sau alte digresiuni. Aceste misiuni sunt asemănătoare cu cele din jocul original, dar sunt ușor modificate pentru a se potrivi cu tema horror cu zombi. De exemplu, jucătorul pleacă în căutarea unor membri ai unei familii dispăruți în loc de nelegiuiți sau omoară zombi din cimitire în loc de bandiți din ascunzători. John este adesea însărcinat cu eliberarea unor orașe de zombi, ceea ce îl recompensează cu muniție pentru arme, noi locuri în care să stea, misiuni pentru oamenii neinfectați sau ajutorul acestora în a se lupta cu zombi. După ce John scapă orașul de zombi, acesta va rămâne așa pentru câteva zile din joc, dar în cele din urmă va fi atacat din nou de zombi și jucătorul va trebui să ajute. Jucătorul poate decide dacă să-și împartă sau nu muniția cu oamenii neinfectați: în joc, muniția reprezintă principala valută, deoarece toate magazinele sunt închise. Moralitatea are un rol mult mai mic aici decât în jocul de bază, John pierzând sau câștigând respect doar dacă îi omoară, respectiv îi ajută pe ceilalți supraviețuitori. Jocul pune mai mult accent pe distracția hiperbolică.
Asemănător cu alte jocuri, inamicii zombi din Undead Nightmare sunt de mai multe feluri: zombii "Walker" se deplasează de regulă încet, dar încep să alerge spre jucător când acesta se apropie de ei; zombii "Bruiser" sunt grași și înceți, dar puternici și încearcă să-l pună pe jucător la pământ; iar zombii "Retcher" scuipă cu acid verde toxic în jucător. Jocul introduce câteva arme noi, precum apă sfințită, momeală pentru zombi și o pușcă care trage cu părți de zombi; deși toate aceste arme îi rănesc semnificativ pe zombi, aceștia pot fi omorâți doar dacă capul lor este distrus. De exemplu, John poate ademeni un grup de zombi folosind momeala, iar apoi să folosească tehnica de încetinire a timpului "Dead Eye", prezentă și în jocul original, pentru a-i împușca pe toți în cap, sau se poate cățăra pe un acoperiș și să tragă de acolo, deoarece zombi nu pot folosi scările. Alte personaje non-jucător care sunt infectate de virus se transformă în zombi pe loc și, de cele mai multe ori, îl vor ataca pe jucător.
Undead Nightmare nu mai include modul de călătorie rapidă din jocul de bază, ceea ce îl încurajează pe jucător să folosească așezări pentru a-și păstra caravana. Caii din joc sunt, de asemenea, zombi, dar nu îl atacă pe jucător și pot fi călăriți și chemați prin fluierături, ca și caii obișnuiți. De asemena, jocul include patru cai mitici - cei patru cai ai apocalipsei - care au abilități mai rapide, dar sunt ascunși prin open-world-ul jocului și trebuie să fie găsiți și îmblânziți de jucător înainte ca acesta să-i poată călări. Printre alte creaturi mitice din joc, care pot fi vânate, sunt Sasquatch, Chupacabra și un unicorn. Jocul mai include și două outfit-uri noi pentru John, noi opțiuni cosmetice pentru arme, cai pentru jucător ("mount-uri") și realizări.
Pe lângă povestea pentru singleplayer, jocul adaugă și două moduri noi de joc pentru multiplayer: "Undead Overrun" și "Land Grab". Primul este un mod horror în care până la patru jucători trebuie să se lupte împreună cu valuri de zombi. Jucătorii trebuie să deschidă sicrie între runde pentru a reumple un timer cu o numărătoare inversă, ceea ce îi descurajează din a rămâne staționari în aceeași locație. Modul este, de asemenea, proiectat să încurajeze munca în echipă, deoarece jucătorii se pot reînvia între ei. Cel de-al doilea mod se desfășoară în open-world-ul jocului de bază, astfel că nu are nicio legătură cu tema zombi. În acest mod, jucătorii încearcă să securizeze cât mai multe zone din mediul înconjurător al jocului. Deși jucătorii care dețin doar jocul de bază se pot alătura unui astfel de mod de joc, doar cei cu Undead Nightmare îl pot iniția.

## Povestea
La scurt timp după ce și-a terminat misiunea pentru Biroul de Investigații de-ai găsi și aduce în fața justiției pe toți membrii fostei sale bande, John Marston duce un trai pașnic împreună cu familia sa - soția sa Abigail și fiul său Jack - și prietenul lor Uncle în Beecher's Hope. Totuși, într-o noapte furtunoasă, Uncle nu s-a întors încă acasă. După ce John și familia sa se duc la culcare, Uncle apare deodată ca un zombi și o mușcă pe Abigail, ce îl mușcă apoi pe Jack, transformându-i astfel și pe ei în zombi. După ce îl omoară pe Uncle și îi leagă și pe Abigail și Jack, John pleacă în căutarea unui leac, numai pentru a descoperi că mare parte din populație s-a transformat, de asemenea, în zombi. Căutând un doctor, el sosește în orașul Blackwater, care este aproape complet abandonat, și dă peste unul dintre aliații săi din povestea principală a jocului, Profesorul Harold MacDougal, care s-a întors de la Yale și își exprimă suspiciunile că un virus a făcut ca morții să revină la viață. MacDougal este apoi omorât de Nastas, un alt aliat de-al lui John care a fost omorât, dar a reînviat drept zombi. După ce curăță Blackwater de zombi, John află că există trei surse posibile ale virusului: mexicanii, escrocul Nigel West Dickens și vânătorul de comori Seth Briars, amândoi foști aliați de-ai lui John. După ce vorbești cu amândoi, John descoperă că niciunul nu știe despre sursa virusului, deși este de acord să-i ajute cu câteva favoruri. În același timp, John mai asistă și alți supraviețuitori cu probleme lor, printre care mai mulți aliați de-ai săi, precum Mareșalul Leigh Johnson, fermiera Bonnie MacFarlane și bătrânul trăgător Landon Ricketts.
În cele din urmă, Seth își exprimă suspiciunile că aztecii sunt responsabili pentru virus, astfel că John pleacă în statul mexican Nuevo Paraiso, după ce obține o uniformă de soldat pentru a putea trece granița, la sfatul lui Nigel. John descoperă că Mexicul este într-o stare mult mai proastă decât America și dă peste un grup de călugărițe conduse de Maica Superior Calderon. După ce le ajută să curețe orașul și cimitirul lor de zombi, omorându-l din nou pe Căpitanul Vincente de Santa, reînviat drept zombi, în proces, John află de la Calderon că o femeie i-a spus că Abraham Reyes, fostul lider al rebelilor pe care John l-a ajutat să preia controlul asupra lui Nuevo Paraiso, este responsabil pentru virus. După ce o întâlnește pe acea femeie și îl omoară pe Reyes, acum un zombi, John află că Reyes a provocat apocalipsa zombi când a furat o mască aztecă din niște catacombe, ce l-a transformat și pe el în zombi când și-a pus-o pe față. Aventurându-se în catacombe, John și femeia reușesc să pună masca la locul ei original, punând astfel capăt apocalipsei. Femeia îi dezvălui apoi lui John că este zeița aztecă Ayauhteotl și îi mulțumește pentru ajutorul său, oferindu-i unul dintre cei patru cai ai Apocalipsei pentru a se întoarce acasă.
John se întoarce la Beecher's Hope și descoperă că Abigail și Jack s-au întors la normal, bucurându-se să fie din nou alături de ei. Câteva luni mai târziu, după moartea lui John în povestea principală, Seth găsește și fură mască, declanșând apocalipsa zombi din nou. Drept urmare, John reînvie, dar întrucât a fost înmormântat cu apă sfințită, își păstrează sufletul uman.

## Dezvoltare
În urma lansării lui Red Dead Redemption, Rockstar San Diego a lucrat și a lansat mai multe pachete de conținut descărcabil, printre care și Undead Nightmare. Lumea din jocul de bază era proiectată să nu fie neapărat serioasă ci doar să se încadreze temei Western, fără a se simți ca o imitație ieftină. După succesul jocului, Rockstar a vrut să mai facă conținut care să-i păstreze atmosfera. Echipa a echilibrat tema zombi "inerent de ridicolă" cu propriile aspecte horror și ale umorului. Ei s-au bazat pe povestea din spate a personajelor din universul lor și asocierile populare cu zona rurală americană pentru a-și construi conținutul emoțional al poveștii lor. Deși într-un univers paralel, acțiunea din Undead Nightmare este gândită să se petreacă după întoarcerea lui John Marston la familia sa, dar înainte de moartea acestuia la finalul lui Red Dead Redemption.
Rockstar a găsit universul din Red Dead Redemption drept cadrul perfect pentru a-și crea jocul cu zombi pe care îl doreau de foarte mult timp. În loc să creeze ceva nou și intelectual pentru acest joc de succes, Rockstar a ales în schimb să-i lase pe jucători să exploreze cum o apocalipsă zombi ar afecta o lume deja familiară. Ei s-au gândit că acest lucru ar face toată ideea de zombi mai interesantă. Rockstar a văzut, de asemenea, "asemănările cinematografice" dintre genul de filme Western și cele horror. Echipa a folosit analogia filmelor din anii 1970 pentru a-și explica ambițiile - Undead Nightmare în același univers ca și Red Dead Redemption ar face personajele să pară că filmează un "Western serios și revizionist" ziua și "un film horror oarecum nebunesc" cu aceeași actori noaptea. În urma experienței lor cu expansiunile lui Grand Theft Auto IV, Rockstar ca pachetele lor de conținut descărcabil să fie o poveste separată cu posibile suprapuneri, în loc de o continuare a poveștii de bază. Dan Houser, vice-președintele creativ al Rockstar Games, a descris câteva motive pentru care au ales să nu facă scenariul lor cu zombi în universul Grand Theft Auto, precum că mecanicile de tras din Red Dead, inclusiv "Dead Eye", ușurează trasul în capetele zombilor, că zombii se încadrează mai bine în scenariul deșertului, asemănător cu cel al filmelor din anii 1970, și că John are caracterul unui mai bun vânător de zombi decât orice protagonist din Grand Theft Auto.
Houser a spus că recenzenții jocului de bază nu a avut un impact prea mare în dezvoltarea lui Undead Nightmare, deși echipa a folosit pachetele de conținut descărcabil mai mici pentru a adăuga trăsături pe care alții le voiau în jocul de bază. Houser a recolectat feedback-urile echipei și interesul lor în a face ceva ce fanii nu au văzut încă dar de care se vor bucura oricum, spunând "Nu cred că am auzit pe cineva spunând că ce îi lipsește acestui joc este supranaturalul" și "Asta e parte din ce ne-a atras atenția". Rockstar a lansat Undead Nightmare pe 26 octombrie 2010. Dan Houser a spus că echipa a fost satisfăcută cu rezultat și cu cât de bine lumea din Red Dead Redemption și tema zombi s-au suplimentat reciproc.
Undead Nightmare a fost lansat mai târziu ca un disc de sine stătător în noiembrie 2010. Pe lângă această expansiune, discul a mai inclus două pachete mai mici: "Liars and Cheats" și "Legends and Killers". Primul a adăugat a adăugat versiuni pentru multiplayer ale unor jocuri de masă prezente în modul singeplayer, în timp ce cel de-al doilea a adăugat câteva trăsături noi pentru multiplayer, precum provocări și hărți. Cum jocul de bază și expansiunea sa împart același multiplayer, Official Xbox Magazine a descris versiunea de sine stătătoarea a lui Undead Nightmare ca același joc ca și originalul salvat, cu o campanie nouă pentru singleplayer. Rockstar Games a lansat un pachet adițional pentru multiplayer, "Myths and Mavericks", în septembrie 2011, care a inclus noi modele noi de personaje pentru multiplayer bazate pe cele din singleplayer și noi locații pentru multiplayer. 

## Recepție
Undead Nightmare a avut parte de recenzii "în general favorabile", conform site-ului agregator de recenzii Metacritic, și a fost numit printre cele mai bune pachete de conținut descărcabil ale anului. A câștigat premiul pentru cel mai bun conținut descărcabil al anului la Spike Video Game Awards din 2010 și de la Shacknews în fața altor pachete precum "Lair de Broker Shadow" (Mass Effect 2) și "Minerva's Den" (BioShock 2). IGN i-a acordat un scor perfect de 10/10 ca o "capodoperă" și alegerea editorului, în timp ce GameSpot a scris că, deși  distractiv, jocul nu a fost la fel de mult o capodoperă ca originalul. Dan Whitehead (de la Eurogamer) a spus că Undead Nightmare este o altă dovadă că John Marston este "unul dintre cele mai bune personaje dintr-un joc video vreodată".
"Tonul elegiac al lui Red Dead Redemption se tricotează incredibil de bine cu horror-ul gotic", a continuat Dan Whitehead. Criticii au descoperit că povestea expansiunii este mult mai simplă în comparație cu jocul principal și se simte foarte diferit de acesta. IGN a marcat teatralitatea exagerată a titlului și tonurile de groază ale filmului de groază B. În acel moment, zombi au fost un motiv recurent în jocurile video. Whitehead a adăugat că abilitatea lui Rockstar de a folosi "cea mai jucată și mai expusă memorie culturală" în "epicul occidental", fără ca produsul să apară proastă sau înfricoșătoare, a fost un testament al designului lor. De exemplu, o discuție cu Bigfoot a fost atât absurdă, cât și tulburătoare. Scenariul expansiunii, a scris el, a înțeles spiritul personajelor sale și sardonicismul echilibrat și patosul cinstit. Whitehead a simțit că tratamentul său nuanțat al lui John Marston la făcut "unul dintre personajele minunate ale jocurilor". Pe de altă parte, Whitehead a considerat că proiectul de misiune al expansiunii nu a fost suficient de plin și că se plângea de prea multe căutări în care jucătorul aduce elemente pentru alte persoane și călătorește între puncte doar pentru a iniția tăieturi. GameSpot a lăudat umorul povestii, dar a simțit că era mai puțin interesant și variat în comparație cu jocul principal. Referenții au recomandat finalizarea jocului de bază înainte de a începe să se descarce conținut, nu pentru spoilere, ci pentru a profita la maximum de referințele jocului la povestea originală.
Referenții au remarcat volumul de muncă pe care Rockstar l-a pus în producția expansiunii. GameSpot a spus că extinderea a adăugat caracteristici noi și a păstrat cele mai bune calități ale jocului principal în prezentarea sa. Whitehead (Eurogamer) a scris că efortul lui Rockstar a apărut pentru a le provoca constrângerile, în timp ce alți dezvoltatori încearcă adesea să atingă un minim. Recenzentul a comparat reinvigrarea jocului cu cea a conținutului de descărcare creat pentru Grand Theft Auto IV de la Rockstar. El a apreciat, de asemenea, continuitatea atmosferei "apocaliptice" și melancolice în care jocul de bază a considerat dispariția metaforică a vestului cowboy în timp ce expansiunea a considerat dispariția literală a civilizației. Criticii au remarcat modurile în care Undead Nightmare a împrumutat modele de zombi din seria Left 4 Dead. Acest comentator dezamăgit de Eurogamer, ținând seama de reputația lui Rockstar ca pionier, mai degrabă decât ca un imitativ. Cele mai importante momente ale GameSpot din joc au inclus armele sale din multiplayer, imaginative, monturile mitice și coloana sonoră extraordinară.
Criticii au raportat că jucătorii rareori trebuie să folosească noile arme ale lui Undead Nightmare. Whitehead (Eurogamer) a spus că armele de foc ale lui Marston sunt în mare parte aceleași în afară de blunderbuss, care este utilă numai atunci când jucătorul este depășit de zombi. GameSpot a adăugat că lupta jocului este repetitivă și mai puțin distractivă în expansiune, deoarece zombii reprezintă abia o amenințare. Zombie, fără arme, acoperă, caii, nu au complexitatea cowboy-urilor și, în afară de unele dintre tipurile speciale de zombi, sunt doar o amenințare la distanțe scurte. Recenzentul a descoperit o mică variație între arme atunci când arde din apropiere, ceea ce este mai eficient decât ținta de la distanță. Distracția noilor arme a dispărut rapid pentru critic, care a găsit. Whitehead (Eurogamer) a remarcat de asemenea că jocul de bază se bazează pe folosirea de copertă în timpul războaielor, pe care jettisons de expansiune cu totul. Astfel, jucătorul este forțat să intre în tehnica de retragere și de întoarcere pentru a folosi modul "Dead Eye" pentru a încetini timpul și a-i împușca pe zombi în cap. Referentul a constatat, de asemenea, că controalele au fost stângace și adesea s-au blocat pe grămezi de corpuri zombie sau au rămas blocate în ușă. În timp ce ideea de animale zombie îi speriase pe Whitehead, el a fost atât ameliorat, cât și dezamăgit pentru a afla că urșii și cămilele, precum oamenii, au murit cu un singur glonț.
Eurogamer a remarcat supărarea de a se întoarce pentru a apăra peste 20 de orașe, fiecare cu probleme zombie recurente, dar a spus că mecanicul jocului nu este niciodată prea deranjant și chiar a apreciat elementul său de gestionare a timpului, similar cu cel al seriei Dead Rising. IGN a crezut că lipsa călătoriei rapide a fost un impediment. Reverendii au remarcat, de asemenea, problemele tehnice cu caracterul lui John, în special atunci când urcă scările și depășesc zombi
Criticii au numit Undead Nightmare ca exemplul perfect pentru conținut descărcabil, în special în ceea ce privește conținutul și prețul acestuia. Neil Davey (The Guardian) a spus că a fost cea mai bună achiziție din 2010 la gama sa de prețuri, dar personalul revistei oficiale Xbox a constatat că prețul este puțin prea mare. Henry Gilbert de la GamesRadar a crezut că conceptul jocului a sunat ca un joc pentru a face bani simpli fără prea multă muncă, dar a recunoscut cât de greșit și de surprins a fost la adâncul jocului. În momentul lansării sale în 2010, Official Xbox Magazin include Undead Nightmare printre cele mai bune conținuturi care pot fi descărcate. Discul independent de vânzare cu amănuntul a vândut două milioane de unități începând cu luna august 2011. Nu au fost publicate cifre de vânzări referitoare la pachetul propriu-zis.